# Max Bill
Max Bill (født 22. december 1908 i Winterthur i Schweiz, død 9. december 1994 i Berlin) var en schweizisk arkitekt og alsidig kunstner med fokus på billed- og brugskunst herunder skulptur, grafik, industrielt design og maleri − repræsentant for "Zürcher Schule der Konkreten", en videreførelslse af bevægelsen Art Concret.
Bill underviste i typografi og var Nationalrat i 'Schweizerische Eidgenossenschaft' 1967-71.
1949 skrev Bill i et udstillingskatalog om konkret kunst:
| Citat    | konkret kunst kalder vi de kunstværker, der er skabt på grundlag af deres helt egne midler og love – uden nogen ydre henvisning til naturfænomener eller deres transformation, dvs. ikke ved abstraktion. konkret kunst er uafhængig på sin egen måde. den er udtryk for den menneskelige ånd, beregnet til den menneskelige ånd, og den er af den skarphed, klarhed og perfektion, som man må forvente af frembringelser af den menneskelige ånd. konkret maleri og plastik er skabelsen af det, der er visuelt opfatteligt. designelementerne er farver, rum, lys og bevægelse… konkret kunst er i sin endelige konsekvens det rene udtryk for harmonisk mål og lovmæssighed. den ordner systemer og giver med kunstneriske midler liv til disse ordnede systemer… den stræber efter det universelle og dyrker alligevel det unikke. den skubber det individualistiske tilbage til fordel for individet. " | Citat |
| Max Bill | |       |

| - Værker af Max Bill - Rytme i rummet ('Rhythmus im Raum') 1947-48 Außenalster Hamburg - Uendelig sløjfe, möbiusbånd, 1974. I 'Stadtgarten Essen' - Kontinuitet (de), 1983-86 Foran bank i Frankfurt |

| - Søjler - Søjle med 3-6 kantede tværsnit, 1966 Marl - Tre søjler på kunststi ved Universität Ulm, 1977 (de) - Tre søjler, 1989 ('Bildsäulen-Dreiergruppe') Stuttgart - 'Bildsäulen-Dreiergruppe' (de), 1989 ved museum for Mercedes-Benz - Uendelig trappe, 1991 Ludwigshafen |

| - Gade- og haveinventar - Mindesmærke for Einstein, 1982 Ulm - Pavillonskulptur, 1983 Zürich - Fire terninger i Blumfield Garden Jerusalem |

| - 'Ulmer Hocker', skammel, taburet - Tidligt eksemplar af taburetten 'Ulmer Hocker', der blev brugt på 'Hochschule für Gestaltung Ulm' (HfG) - Skammel, taburet ('Ulmer Hocker'), 1954 |

| - Fem halvkugler foran matematisk institut ved universitetet i Karlsruhe |